# زومته (نیدرزاکسن)
زومته (به آلمانی: Sumte) یک منطقهٔ مسکونی در آلمان است که در امت نئوهائوس واقع شده‌است.